# Schloßhof (Gemeinde Engelhartstetten)
Schloßhof ist eine Ortschaft in der Gemeinde Engelhartstetten in Niederösterreich.

## Geografie
Die Ortschaft besteht aus dem Schloss Hof, den umfangreichen Nebenanlagen, die nördlich und westlich des Schlosses liegen, sowie einer kleinen Siedlung im Westen des Schlosses. Der im Norden des Ortes befindliche barocke Gutshof ist einer der größten noch erhaltenen Meierhöfe in Europa.

## Geschichte
Laut Adressbuch von Österreich waren im Jahr 1938 in Schloßhof ein Bäcker, ein Dachdecker, ein Fleischer mit Gastwirtschaft, ein Gemischtwarenhändler, ein Maurermeister und ein Trafikant ansässig.